# Костельна, 6
Будинок кооперативу «Сяйво» — житловий будинок, розташований на Костельній вулиці, 6.
Наказом Міністерства культури і туризму України № 1285/0/16-08
від 7 листопада 2008 року занесений до держреєстру пам'яток архітектури місцевого значення (охоронний номер 527/4-Кв).
Будинок «Сяйво» — зразок ранніх житлових кооперативів у стилі конструктивізму.

## Будівництво і використання будівлі
Житловий будинок для кооперативу будівельників «Сяйво» спорудили 1927 року. Проєкт у конструктивістському стилі розробила проєктно-будівельна організація «Житлокоопбуд» (імовірно, за участі архітектора Миколи Холостенка).

## Архітектура
Будинок спорудили в історичному середовищі міста на складному рельєфі. Секції зсунуті щодо червоної лінії забудови і розташовані на різних рельєфних рівнях.
Будинок «Сяйво» — чотириповерхова з напівпідвалом, п'ятисекційна споруда. У будівлі 55 переважно трикімнатних, а також одно-, дво- та чотирикімнатних квартир.
Фасад будівлі чергується вертикальними стіновими площинами та вузькими і довгими, на всю висоту споруди, вікнами сходових клітин із суцільним заскленням. Композиція також побудована на ритміці віконних прорізів й акцентуванні ризалітів балконами .